# Beishan (sockenhuvudort i Kina, Jiangxi)
Beishan är en sockenhuvudort i Kina. Den ligger i provinsen Jiangxi, i den sydöstra delen av landet, omkring 74 kilometer nordost om provinshuvudstaden Nanchang. Antalet invånare är 27 443. Befolkningen består av 13 646 kvinnor och 13 797 män. Barn under 15 år utgör 26,0 %, vuxna 15-64 år 67 %, och äldre över 65 år 5,0 %.
Runt Beishan är det ganska tätbefolkat, med 248 invånare per kvadratkilometer. Närmaste större samhälle är Wangdun, 8,2 km nordost om Beishan. Trakten runt Beishan består till största delen av jordbruksmark.
Genomsnittlig årsnederbörd är 2 294 millimeter. Den regnigaste månaden är maj, med i genomsnitt 338 mm nederbörd, och den torraste är januari, med 74 mm nederbörd.